# Куп изазивача у рагбију 13 2025.
Куп изазивача у рагбију тринаест 2025. било је 124. издање овог такмичења.
Куп изазивача су освојили Хал Кингстон роверси, пошто су у финалу на Вемблију савладали Ворингтон вулвсе.

## Резултати по колима
Прво коло
- Вотерхед вориорси - Лиф мајнер ренџерси 12-8
- Рочдејл мејфилд - Телфорд рејдерси 64-16
- Британска армија - Британско краљевско ваздухопловство 22-16
- Кросфилдс - Мерипорт 52-0
- Дјусбери мур - Харенсфич 20-12
- Лок лејн - Донкастер тол бар 50-10
- Мирфилд - Краљевска морнарица 20-26
- Стенли ренџерси - Ханслет 20-34
- Вест бовлинг - Катсајк рејдерси 48-16
- Вест хал - Единбург иглси 90-0
- Инс рос бриџ - Лонгхорнс 56-12
- Тато хит крусејдерси - Орел сеинт Џејмс 28-24
- Хамерсмит хилс хостс - Сидал 4-18
- Аберавон фајтинг ајриш - Блекбрук 16-32
- Британска полиција - Јорк акорн 4-52
- Истерн рајнос - Вестс вориорси 4-66
- Лондон чарџерси - Олтон рејдерси 12-28

Друго коло
- Лондон бронкоси - Гул вајкинси 10-17
- Дјусбери мур - Дјусбери ремси 6-50
- Ханслет - Вест хал 10-50
- Фитерстон роверси - Вотерхед вориорси 88-10
- Вестс вориорси - Британска армија 36-18
- Јорк акорн - Олтон рејдерси 22-2
- Вајтхевен - Свинтон лајонси 24-12
- Олдам - Рочдејл мејфилд 60-10
- Корнвел - Норт Велс крусејдерси 0-52
- Краљевска морнарица - Воркигтон таун 0-56
- Блекбрук - Инс рос бриџ 12-34
- Мидлендс хјурикејнси - Сидал 46-0
- Беров рејдерси - Кросфилдси 86-6
- Бредфорд булси - Донкастер 30-4
- Халифакс пантерси - Тато хит крусејдерси 48-6
- Њукасл тандер - Батли булдогси 0-54
- Рочдејл хорнетси - Виднес вајкингси 16-34
- Шефилд иглси - Вест боулинг 62-0
- Кили кугуарси - Јорк најтси 12-72

Треће коло
- Шефилд иглси - Виган вориорси 12-48
- Воркингтон таун - Лиф леопардси 0-60
- Јорк најтси - Хал кр 2-44
- Халифакс пантерси - Каталанс дрегонси 0-14
- Вестс вориорси - Лидс рајноси 0-92
- Вест хал - Сеинт хеленс 0-38
- Јорк акорн - Хал фк 6-52
- Гули вајкинси - Вејкфилд тринити 0-82
- Вајтхевен - Ворингтон вулвси 4-44
- Бредфорд булси - Кестлфорд тајгерси 18-16
- Бетли булдогси - Дјусбери ремси 26-4
- Фитерстон роверси - Инс рос бриџ 68-0
- Мидлендс хјурикејнси - Салфорд ред девилси 10-46
- Норт Велс крусејдерси - Виднес вајкингси 20-26
- Ханслет - Хадерсфилд џајнтси 6-34
- Олдам - Беров рејдерси 42-4

Четврто коло
- Хал кр - Олдам 40-0
- Салфорд ред девилси - Бредфорд булси 26-16
- Сеинт хеленс - Лидс рајноси 22-16
- Каталанс дрегонси - Фитерстон роверси 46-18
- Виднес вајкингси - Ворингтон вулвси 16-26
- Виган вориорси - Хал фк 22-26
- Хадерсфилд џајнтси - Вејкфилд тринити 12-22
- Лиф леопардси - Бетли булдогси 62-4

Четвртфинале
- Каталанс дрегонси - Салфорд ред девилси 20-12
- Вејкфилд тринити - Лиф леопардси 12-20
- Хал фк - Хал кр 16-32
- Ворингтон вулвси - Сеинт хеленс 20-12

Полуфинале
- Хал кр - Каталанс дрегонси 36-12
- Ворингтон вулвси - Лиф леопардси 21-14

## Финале
- Ворингтон вулвси - Хал кр 6-8
- Стадион Вембли у Лондону

| Победник Купа изазивача у рагбију 13 2025. |
| ------------------------------------------ |
| Хал Кингстон роверси (2. пехар)            |